# Hegyvidék
Hegyvidék, o distretto XII (in ungherese XII. kerülete), è un distretto di Budapest, la capitale dell'Ungheria. È una zona di Buda, sulla riva occidentale del fiume Danubio.
È l'unico quartiere di Buda che non ha una connessione con il fiume Danubio: si trova infatti in zona collinare, nel centro di Budapest. 
Il quartiere si estende su 26,7 km quadrati e conta circa 75.000 abitanti. Ha diversi quartieri: Budakeszierdő, Csillebérc, Farkasrét, Farkasvölgy, Istenhegy, Jánoshegy, Kissvábhegy, Krisztinaváros, Kútvölgy, Magasút, Mártonhegy, Németvölgy, Orbánhegy, Sashegy, Svábhegy, Széchenyihegy, Virányos, Zugliget.

## Amministrazione

### Gemellaggi
- Watermael-Boitsfort, Belgio
- Odorheiu Secuiesc, Romania